# Lojze Štandeker
Lojze Štandeker, slovenski dramatik, gledališki režiser, igralec in gledališki organizator, * 8. julij 1911, Gačnik pri Pesnici, † 11. december 1983, Virovitica, Hrvaška.

## Življenjepis
Lojze (Alojzij) Štandeker se je rodil kmečkim staršem 8. julija 1911 v Gačniku pri Pesnici očetu Alojziju st. in materi Amaliji (rojena Nudl). Po osnovni šoli, ki jo je obiskoval v Jarenini, je v Mariboru obiskoval klasično gimnazijo.
Že v gimnaziji ga je začelo zanimati gledališče, saj se je vpisal v gledališko šolo, ki jo je vodil gledališki igralec in režiser Jože Kovič. Prvo vlogo v Narodnem gledališču v Mariboru je dobil v Kreftovih Celjskih grofih, leta 1932, v Kovičevi režiji; ta je postal Štandekerjev gledališki mentor. Leta 1935 se je redno zaposlil v mariborskem gledališču kot igralec.
Štandeker se je pred vojno v domači Pesnici preizkušal tudi kot režiser ljubiteljskih uprizoritev (režira npr. »Peg, srček moj« Johna Hartleya Mannersa). 
S Štandekerjevo generacijo se je  po mnenju mnogih na odrih Svobod  in Vzajemnosti rojevala slovenska gledališka avantgarda, saj so na njih začeli režirati in igrati Jože Babič, Ferdo Kozak, Bratko Kreft, Fran Žižek idr.
12. novembra 1938 so na odru mariborskega Narodnega gledališča premierno uprizorili njegovo dramo iz kmečkega življenja v Slovenskih goricah v treh dejanjih z naslovom Prevara (režija Peter Malec). 4. marca 1939 je sledila še premiera Prevare v ljubljanski Drami v režiji Bratka Krefta. Dramo so istega leta uprizorili tudi slovenski izseljenci v ZDA (Dramsko društvo Ivan Cankar v Clevelandu, Ohio).
Od leta 1939 je bil član uredništva Večernika.
7. aprila 1941 bi se moral v mariborskem gledališču pričeti študij nove Štandekerjeve drame »Čas in ljudje« v režiji Jožeta Koviča, a ga je onemogočila ne samo nacistična okupacija, temveč tudi cenzura, ki je študij uprizoritve prve aprilske dni prepovedala.
Ob nemški okupaciji je bil skupaj z ženino družino izgnan najprej v Požego, kjer si je barako delil s pisateljem Josipom Vandotom, kar je slednji opisal v svojih spominih (po Vandotovi smrti izdanimi v knjigi Daleč od Prisanka), nato pa v Bosno in Hercegovino, takrat del Neodvisne države Hrvaške. Po bivanju v sprejemnem taborišču v Brčkem so ga po posredovanju režiserja Ferda Delaka in igralca Safeta Pašića skupaj z ženo (ta je januarja 1942 za posledicami bolezni umrla) zaposlili v Hrvaškem državnem gledališču v Banjaluki, najprej kot igralca, marca 1942 pa je že režiral delo poljskega dramatika Mariana Hemarja z naslovom »Igralka«. V medvojnem izgnanskem gledališkem obdobju 1941–1944 je Štandeker na banjaluškem odru ustvaril šestnajst vlog ter osem režij. Po osvoboditvi se je vrnil v Maribor, kjer je v mariborskem gledališču decembra 1945 režiral »Vdor« L. M. Leonova.
V mariborskem gledališču je zrežiral devet predstav in se od mariborske publike poslovil aprila 1948 s premiero »Ruskega vprašanja« Konstantina Simonova. Vrnil se je v Banjaluko, kjer je bil v letih 1948–1951 direktor gledališča. V sezoni 1948/49 se je banjaluškemu igralskemu ansamblu pridružil tudi igralec Arnold Tovornik, ki pa se je po letu dni vrnil v Maribor. Ferdo Delak, Štandekerjev znanec iz medvojnega obdobja v Banjluki, je tam režiral njegovo dramo »Tovariši« (premiera 22. april 1950).
V sezoni 1951/1952 se je kot hišni režiser zaposlil v puljskem gledališču. Do zadnje njegove režije (Nušićevega »Uježa«) pred zaprtjem Istrskega narodnega gledališča (INK Pulj), leta 1971, je tam zrežiral 53 predstav, med njimi »Celjske grofe«, »Vdovo Rošlinko«, »Kralja na Betajnovi« (slednjega leta 1967, ob 35. letnici svojega gledališkega ustvarjanja). V letih 1963–1966 je v puljskem gledališču opravljal delo gledališkega ravnatelja. V času njegovega ravnateljevanja je gledališče veliko gostovalo po Istri in Sloveniji, vzpostavil pa je tudi stike s poljskimi gledališči (v letih 1966–1969 v Koszalinu in Jeleni Góri), kjer so gostovali istrski gledališčniki in kjer je tudi sam režiral dela hrvaških avtorjev, Držića, Strozzija, Roksandića. Po večletni agoniji (neurejeno financiranje puljskega gledališča tudi na račun finančne naklonjenosti politike gledališču na Reki) so gledališče v Pulju leta 1972 zaprli (vse do leta 1989), umetniški ansambel pa je bil razpuščen.
Štandeker je odšel v Virovitico, kjer se je vključil v delo tamkajšnjega gledališča in kjer je režiral (16 režij) skorajda vse do svoje smrti, leta 1983. Pokopan je v Jarenini (občina Pesnica).
Pisal je tudi pod psevdonimom Vasilij Kovač.

## Dela

### Drame
- Prevara (COBISS)
- Čas in ljudje
- Bogastvo
- Kralj Matjaž (mladinska igra)
- V vrtincu (COBISS)
- Poletne nevihte
- Rudnik je naš (COBISS)
- Tovariši (COBISS)
- Prodajalka čevljev
- Upor na Kožljaku
- Breme preteklosti (COBISS)
- Verižica
- Stanko Ilić